# Carduus solteszii
Carduus solteszii là một loài thực vật có hoa trong họ Cúc. Loài này được Budai mô tả khoa học đầu tiên năm 1913.